# Grote buisneusvleerhond
De grote buisneusvleerhond (Nyctimene major) is een vleermuis uit het geslacht Nyctimene die voorkomt op de oostelijke eilanden van Papoea-Nieuw-Guinea en op de Salomonseilanden. De soort is algemeen op plaatsen waar hij de enige Nyctimene is, zoals op Woodlark, maar in de regenwouden van de grote eilanden van de Salomonseilanden, waar ook N. vizcaccia voorkomt, is hij vrijwel afwezig.
De soort is gevonden op de eilanden Alcester, Bagabag, Choiseul, Duke of York, Engineer Group, Fergusson, Goodenough, Guadalcanal, Kadovar, Karkar, Kerehikapa, Kiriwina, Kolombangara, Logeia, Malaita, Marapa, Mioko, Misima, New Georgia, Nggela Sule, Nieuw-Brittannië, Nieuw-Ierland, Normanby, Pavuvu, Rossel, Sakar, Santa Isabel, Shortland, Sideia, Sikopo, Sudest, Vangunu en Woodlark. Er zijn vier ondersoorten: N. m. geminus Andersen, 1910 in het zuidoosten van Papoea-Nieuw-Guinea (onder andere Goodenough, Fergusson, Normanby, Kiriwina en Rossel), N. m. lullulae Thomas, 1904 op Woodlark, N. m. major (Dobson, 1877) in de Bismarck-archipel en N. m. scitulus Andersen, 1910 in de Salomonseilanden.
N. major is een grote, bleke soort met een smalle rugstreep. De kop-romplengte bedraagt 93,0 tot 109,0 mm, de staartlengte 22,3 tot 32,6 mm, de voorarmlengte 70,3 tot 75,4 mm, de tibialengte 27,1 tot 29,8 mm, de oorlengte 14,0 tot 15,7 mm en het gewicht 52 tot 64 g.